# Década de 930 a.C.

## Eventos

### Ocidente
- 930 a.C. — Nesta data é já registada a presença de povos Celtas na região da Gália.

### Ásia Ocidental
- 935 a.C. — Morte de Tiglate-Pileser II, rei da Assíria.
- 934 a.C. — Assurdã II sucede seu pai como rei da Assíria. Reinou até à sua morte em 912 a.C.
- 931 a.C. — Salomão morre em Jerusalém, Israel.

### Extremo Oriente
- 935 a.C. — Morte de Zhou gong wang, rei da Dinastia Chou da China.
- 934 a.C. — Zhou yi wang torna-se rei da Dinastia Chou da China.

## Nascimentos
- 930 a.C. — Ágis I rei de Esparta, m. 900 a.C.

## Mortes
- 930 a.C. —  Morre Eurístenes, rei de Esparta.